# Countdown (police de caractères)
Pour les articles homonymes, voir Countdown.
Countdown est une police de caractères sans empattements dessinée en 1965 par Colin Brignall pour Letraset.